# Boyd
Boyd és un poble situat al comtat de Wise en l'estat nord-americà de Texas. En el cens dels Estats Units del 2010 tenia 1.207 habitants i una densitat de població de 113,72 persones per km². Té una superfície total de 10,61 km².